# Edouard und Caroline
Edouard und Caroline ist ein französischer Spielfilm von Jacques Becker über eine junge Ehe mit ihren kleinen alltäglichen Hindernissen und Missverständnissen. Das titelgebende Paar wird gespielt von Daniel Gélin und Anne Vernon.

## Handlung
Édouard und Caroline Mortier sind ein junges modernes Ehepaar im zeitgenössischen Frankreich der frühen 1950er Jahre. Er arbeitet als Pianist und versorgt damit mehr schlecht als recht die kleine Familie, sie ist aus gutem wohlhabenden Hause. Das junge Paar bewohnt ein bescheidenes Appartement, das sie sich schön eingerichtet haben. Carolines Onkel Claude Beauchamp plant eine gepflegte Abendgesellschaft. Der derzeit engagementlose Édouard, der von künstlerischen Ruhm träumt, soll hier sein Talent zeigen und eine Reihe von Klavierstücken zum Besten geben. Da ihm für den glanzvollen Rahmen der entsprechende Smoking fehlt und diesen zu kaufen er sich nicht leisten kann, beschließt Édouard sich selbigen von Alain Beauchamp, dem Cousin seiner Gattin, zu leihen.
Auch Caroline möchte in dieser schwer versnobten Gesellschaft nicht einfach so erscheinen, sie lässt sich ein ganz spezielles Abendkleid im Stil der „Moderne“ und der glanzvollen Soirée entsprechend, zurechtschneidern. Als ihr Gatte von Alain zurückkehrt, entbrennt aus dieser neu geschneiderten Abendrobe ein Streit, der sich zu einer veritablen Ehekrise ausweitet – Vorwürfe, Ohrfeigen und das Verlangen nach Scheidung inklusive, nachdem Édouard, dessen Konzert im Übrigen großen Eindruck hinterlässt, sich auch noch in die Arme ihres Cousins geworfen hatte. Nach einer ganzen Nacht des Ehekriegs kommt es schließlich am frühen Morgen zur Versöhnung zwischen Édouard und Caroline.

## Produktionsnotizen
Edouard und Caroline entstand vom 14. November 1950 bis zum 13. Januar 1951 und wurde am 6. April 1951 in Paris uraufgeführt. Die deutsche Erstaufführung fand am 22. Mai 1953 statt.
Jacques Colombier entwarf die Filmbauten, Marcel Camus und Michel Clément assistierten Regisseur Becker.
In denjenigen Szenen, in denen Daniel Gélin als Pianist vorgibt, Klavier zu spielen, sind die Hände des professionellen Pianisten Thierry de Brunhoff zu sehen.

## Kritiken
„Ein wirkliches Filmlustspiel war nur der entzückende französische Film ‚Édouard et Caroline‘, in dem Jacques Becker mit leichter Hand das fröhliche Spiel um Ann Vernon und Daniel Gelin leitet.“

„An einem belanglosen Ehekrach entzündet der Regisseur und Autor Jacques Becker (‚Das Mädchen mit dem Goldhelm‘) einen hochpariserischen, teils liebevollen, teils elegant-höhnischen Film. Zeit: ein einziger Abend. Ort: zwei Wohnungen, eine kleine, sympathische, in der sich das junge Paar zankt und versöhnt, und eine prunkvolle, in der sich die feine Gesellschaft glaubwürdig albern anstrengt und amüsiert.“

„Der Film lebt von seinen Situationen, von exzellenten Schauspielern und hervorragenden, verschmitzten Dialogen.“